# Wanda Kononowicz

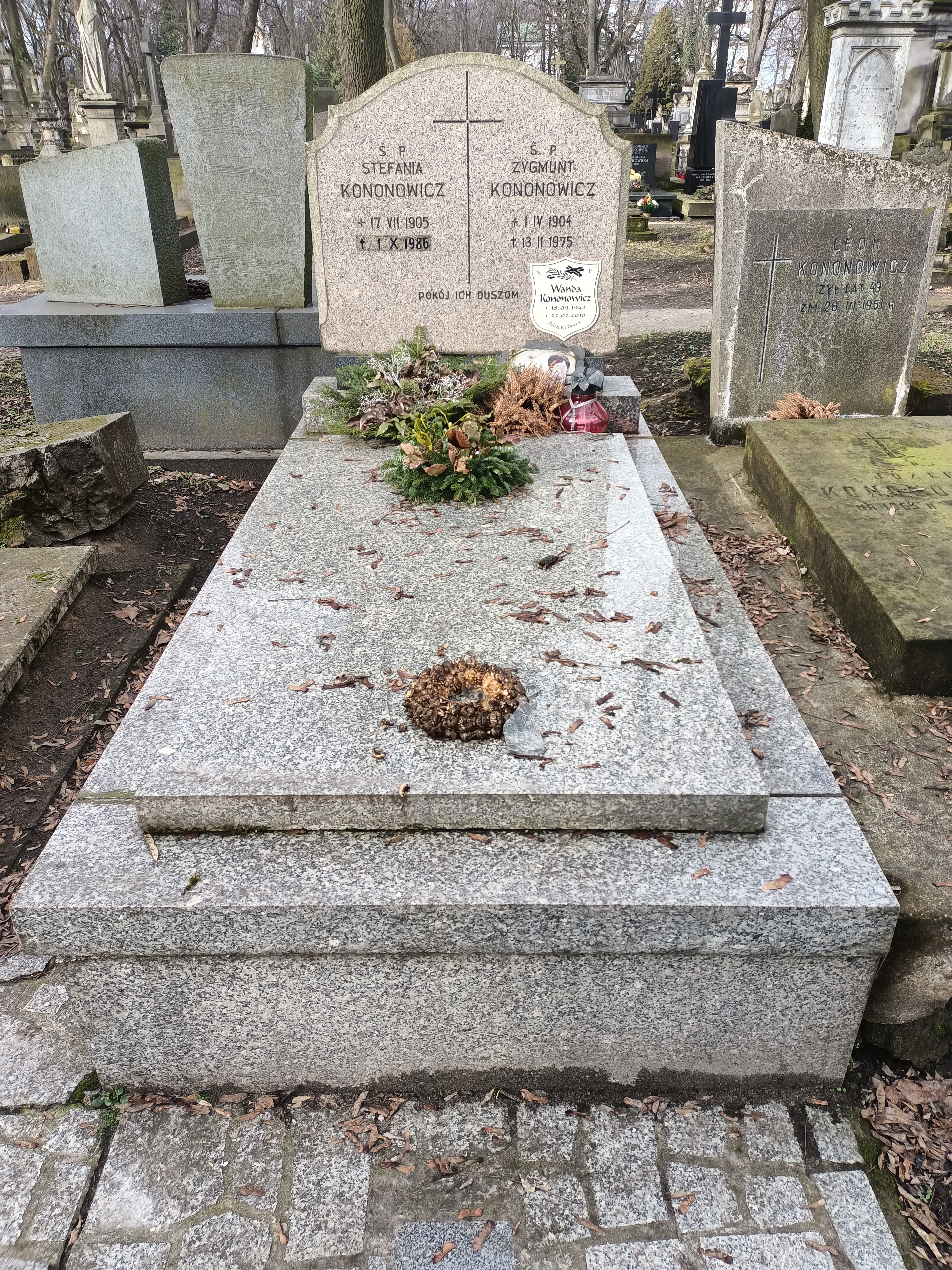
Grób Wandy Kononowicz na Cmentarzu Powązkowskim

Wanda Kononowicz (ur. 18 września 1942 w Tarłowie, zm. 22 lutego 2018 we Wrocławiu) – polska profesor, doktor habilitowany, inżynier, architekt.

## Kariera
Absolwentka Wydziału Architektury Politechniki Wrocławskiej (1965). W latach 1965–2012 pracowała na Politechnice Wrocławskiej. Od 2012 związana była z Uniwersytetem Zielonogórskim. Była  kierownikiem Katedry Architektury i Urbanistyki Wydziału Budownictwa, Architektury i Inżynierii Środowiska na tymże Uniwersytecie. 
 Specjalizowała się w  historii i teorii urbanistyki oraz konserwacji zabytków. 
W 1998 otrzymała stopień doktora habilitowanego nauk technicznych w zakresie architektury i urbanistyki broniąc rozprawy pt. Wrocław. Kierunki rozwoju urbanistycznego w okresie międzywojennym na Wydziale Architektury Politechniki Wrocławskiej. W 2009 otrzymała tytuł profesora nauk technicznych.
Została pochowana na Starych Powązkach w Warszawie.